# Loboceratinae
Loboceratinae – podrodzina błonkówek z rodziny Pergidae.

## Zasięg występowania
Przedstawiciele tej podrodziny występują głównie w krainie neotropikalnej, jeden gatunek występuje w nearktycznej.

## Systematyka
Do Loboceratinae zalicza się 30 gatunków zgrupowanych w 3 rodzajach:
- Aulacomerus
- Hyperoceros
- Skelosyzygonia